# مت ویتزمن
مت ویتزمن (به انگلیسی: Matt Weitzman) یکی از سازندگان سریال بابای آمریکایی! و از نویسندگان اصلی سابق مرد خانواده است.